# Live at the Village Vanguard (Marc-Ribot-Album)
Live at the Village Vanguard ist ein Livealbum des Marc Ribot Trio. Es wurde 2012 bei einem Konzert im legendären New Yorker Jazz-Club Village Vanguard aufgenommen und 2014 von Pi Recordings veröffentlicht.

## Entstehung
Das auf dem Album festgehaltene Konzert war der erste Auftritt Marc Ribots im Village Vanguard als Leader und erst sein zweiter Auftritt dort überhaupt (nach einem Konzert als Begleitmusiker von Allen Toussaint). Es war Teil eines sechstägigen Engagements der Band in dem Club. Gleichzeitig war es das erste Konzert Henry Grimes’ in dem Club seit dem 18. Dezember 1966, als er dort in der Band von Albert Ayler spielte. Kurz nach dem Ayler-Konzert war Grimes für drei Jahrzehnte aus der Jazz-Szene verschwunden.
Die auf dem Album zu hörenden Songs sind allesamt Interpretationen bekannter Werke aus der Jazz-Geschichte, darunter die Jazzstandards Ol’ Man River und I’m Confessin’ (That I Love You) sowie Songs von John Coltrane und Albert Ayler. Dabei übernimmt der Gitarrist Ribot die Partien, die in den Originalversionen von Saxophonisten gespielt wurden. Lediglich eines der nur digital erhältlichen Bonus-Tracks, Fat Man Blues, ist eine eigene Komposition Ribots.

## Titelliste
1. Dearly Beloved (John Coltrane) 15:07
2. The Wizard (Albert Ayler) 8:00
3. Ol’ Man River (Kern, Hammerstein) 6:37
4. Bells (Ayler) 19:09 (nicht auf der Vinyl-Version enthalten)
5. I’m Confessin’ (That I Love You) (Neiburg, Daugherty, Reynolds) 8:13
6. Sun Ship (Coltrane) 7:16

nur digital
- Amen (Coltrane) 12:20
- Fat Man Blues (Ribot) 9:44
- Saints (Ayler) 8:02

## Rezeption
Das Album erhielt vorwiegend positive Kritiken. So wurde es auf der Website All About Jazz zwei Mal rezensiert und beide Male mit 4½ von fünf möglichen Sternen bewertet. Beide Rezensenten lobten die Originalität und Einmaligkeit von Ribots Gitarrenspiel, aber auch die Qualität des gemeinsamen Spiels des ganzen Trios. Zu einem ähnlichen Schluss kam der Rezensent des Albums auf Allmusic:

„In the grand tradition of the genre, the key here is the interplay between the musicians, not simply the bandleader, though the sharp report of Ribot’s tone and the volleys of notes he fires off during the more extreme passages will sound more than familiar to anyone acquainted with his work.“

„Ganz in der großen Tradition des Genres, der Schlüssel ist das Zwischenspiel der Musiker, nicht nur [das Spiel] des Leaders, obwohl der deutliche Vortrag von Ribots Klang und der Hagel von Noten, den er während der extremeren Passagen abfeuert, mehr als vertraut für jeden klingen dürfte, der sein Werk kennt.“

Auch in einer Rezension in der Los Angeles Times wurde die Kombination der ruhigeren Standards mit den „wilden“ Stücken Aylers und Coltranes gelobt. In der Financial Times bekam das Album vier von fünf möglichen Sternen, wobei es als „[f]iery power group adds raw blues and thumping backbeat swing to the expressionism of mid-1960s jazz“ beschrieben wurde.
Die Redaktion des Free Jazz Blogs wählte Live at the Village Vanguard in die Liste der besten Alben von 2014. In der dazugehörigen Rezension auf dem Blog wurde das Album mit der maximal möglichen Anzahl von 5 Sternen bewertet. Wie auch in der New-York-Times-Konzert-Rezension von Nate Chinen wurde das Live-Erlebnis der Konzerte, auf denen das Album basiert, sehr gelobt. In der jährlichen Befragung von Musikkritikern durch NPR (NPR Jazz Critics Poll) landete Live at the Village Vanguard auf dem sechsten Platz.